# I Believe in Father Christmas (2022)
I Believe in Father Christmas è l'unico EP del musicista britannico Greg Lake, pubblicato postumo dalla BMG (catalogo BMGCAT766SV)  nel 2022.
Il lato A contiene le stesse tracce del singolo risalente al 1975, mentre il lato B si apre con il brano Closer to Believing estratto dall'LP Works Volume 1 (1977).

## Tracce
Tutti i brani sono composti da Greg Lake.

A1. B2. Secondo compositore: Sergej Prokof'ev.

A1. B1. Testi di Peter Sinfield.

### Lato A
1. I Believe in Father Christmas (con la London Philharmonic Orchestra e i King's Singers [6]) – 3:34
2. Humbug[7] – 2:26

Durata totale: 6:00

### Lato B
1. Closer to Believing (con l'Orchestre de l'Opéra national de Paris[6]) – 6:13
2. I Believe in Father Christmas[7][8] – 1:35

Durata totale: 7:48